# Jardin de la Verdure
Le jardin de la Verdure, en (ar :حديقة الحروف), qui se traduit par jardin des lettres, est un espace vert qui se situe en plein centre-ville de Batna, créé et dessiné dans les années 1970 par un architecte paysagiste polonais.

## Situation
Le parc de la Verdure est situé au centre-ville de Batna, dans le quartier portant le même nom car étant toujours vert eu égard à sa situation dans le point le plus bas de la commune de Batna. Il est encadré par la rue Hadj Abdelmadjid Abbdessamed et la direction de l’agriculture au nord et nord-est et les allées Menasria au sud-est. On peut y accéder par les allées Menasria, la seule entrée du jardin.

### Cours d'eau
Le jardin est un cône de déjection des inondations propagées par deux oueds principaux de Tazoult et Bougdane qui prennent leur origine dans les hauteurs à l'est de la commune de Batna et se jettent dans la cuvette par le biais du canal de l’oued Gourzi qui reste l’unique refuge pour les eaux de toute la ville.

## Histoire
En 1995, le jardin est concédé à l’agence nationale pour la conservation de la nature (ANN) pour le réhabiliter et pour créer un complexe culturel dans le jardin. Mais le projet n’a pas été réalisé.
En 2002 le jardin, avec tous ses équipements (des carrés botaniques, des cyprès pyramidal et horizontal et autres) sont confiés au parc national de Belezma. Le 21 mars 2002, il a ouvert ses portes aux visiteurs et il a eu un grand succès. Le nombre des visiteurs grandit de jour en jour pour dépasser les 4 000 visiteurs par jour.
Après 2007, une partie des équipements du jardin sont détournés de leurs  missions, et le jardin est divisé en double voie, une trémie est réalisée.